# Lucius Albius Pullaienus Pollio
Lucius Albius Pullaienus Pollio war ein im 1. Jahrhundert n. Chr. lebender Angehöriger des römischen Senatorenstandes. In den Fasti Potentini wird sein Name als Lucius Pullaienus Pollio angegeben.
Durch zwei Militärdiplome, die auf den 27. Oktober 90 datiert sind, ist belegt, dass Pollio 90 zusammen mit Gnaeus Pompeius Longinus Suffektkonsul war. Darüber hinaus werden die beiden Konsuln auch in den Fasti Potentini aufgeführt. Durch eine Inschrift ist belegt, dass er Statthalter (Proconsul) der Provinz Asia war; vermutlich war er im Amtsjahr 104/105 Statthalter.